# Planodema rufosuturalis
Planodema rufosuturalis är en skalbaggsart som beskrevs av Stefan von Breuning 1956. Planodema rufosuturalis ingår i släktet Planodema och familjen långhorningar.
Artens utbredningsområde är Zimbabwe. Inga underarter finns listade i Catalogue of Life.